# Ашурова, Кимат
Кимат Ашурова (тадж. Кимат Ашӯрова; 1915, Гиссарское бекство, Бухарский эмират — 1986, Гиссарский район) — советская таджикская работница сельского хозяйства, бригадир хлопководческой бригады колхоза имени Дзержинского. Депутат Верховного Совета Таджикской ССР 2 — 5 созывов (1947—1962). Герой Социалистического Труда (1957).

## Биография
Родилась в 1915 (по другим сведениям в 1918) году в кишлаке Дурбат, (Гиссарское бекство, Бухарский эмират). По национальности — таджичка. После начала коллективизации Кимат начала трудиться в местной сельскохозяйственной артели. В 1934 году стала звеньевой в хлопководческом звене, впоследствии была назначена бригадиром в колхоз «Красный Таджикистан» (был переименован в колхоз имени Дзержинского). Помимо работы, занималась общественной деятельностью. С 1947 по 1962 годы была депутатом Верховного Совета Таджикской ССР со 2-го по 5-й созывы. В 1950 году была делегатом на Всесоюзной конференции сторонников мира, которая проходила в Москве.
Бригада возглавляемая Ашуровой была одной из лучших в колхозе и районе и несколько раз принимала участие во Всесоюзной сельскохозяйственной выставке (ВДНХ). Начиная с 1955 года, показатели по сбору хлопка бригады Ашуровой были лучшими в Гиссарском районе. В том же году стала членом КПСС. 17 января 1957 года была удостоена звания Героя Социалистического Труда. В том же году приняла участие во Втором Всесоюзном съезде колхозников.
В 1958 году Кимат Ашурова была назначена на должность председателя колхоза имени Дзержинского, а в 1960 году стала председателем исполнительного комитета Дурбатского кишлачного Совета депутатов трудящихся. В 1971 году вышла на пенсию. Проживала в селе Дурбат, где и скончалась в 1986 году.

## Награды
Кимат Ашурова была удостоена следующих наград и званий:
- Звание Герой Социалистического Труда (Указ Президиума Верховного Совета СССР от 17 января 1957) — «за выдающиеся успехи, достигнутые в деле развития советского хлопководства, широкое применение достижений науки и передового опыта в возделывании хлопчатника и получение высоких и устойчивых урожаев хлопка-сырца»

- Золотая медаль «Серп и Молот» (17 января 1957 — № 7328);
- Орден Ленина (17 января 1957 — № 314208);

- Медаль «За трудовую доблесть»;
- Медаль «За доблестный труд в Великой Отечественной войне 1941—1945 гг.»;
- Почётная Грамота Президиума Верховного Совета Таджикской ССР;
- Мастер хлопка Таджикской ССР (1957);
- Знак Отличник народного просвещения Таджикской ССР (1960).